# Марія Луїза Гонзага
Марія Луїза Гонзага Неверська (пол. Marie Louise Gonzaga de Nevers; 18 серпня 1611, Невер — 10 травня 1667, Варшава) — королева Речі Посполитої (під іменем Людовіки Марії), Велика княгиня Литовська і Руська, дружина останніх королів династії Ваза Владислава IV і Яна II Казимира.
Дочка французького герцога Карла I Гонзаґа-Неверського з дому Гонзага (з 1627 — герцога Мантуї) і Катерини де Майєн (племінниці знаменитого герцога Гіза).

## Родовід
|  |                           |  |  |  |  |  |  |  |  |  |  |  |  |  |  |  |
|  | Карл I Ґонзаґа-Неверський |  |  |  |  |  |  |  |  |  |  |  |  |  |  |  |
|  |                           |  |  |  |  |  |  |  |  |  |  |  |  |  |  |  |
|  |                           |  |  |  |  |  |  |  |  |  |  |  |  |  |  |  |
|  | Марія Луїза Ґонзаґа—Ваза  |  |  |  |  |  |  |  |  |  |  |  |  |  |  |  |
|  |                           |  |  |  |  |  |  |  |  |  |  |  |  |  |  |  |
|  |                           |  |  |  |  |  |  |  |  |  |  |  |  |  |  |  |
|  | Катерина де Майєн         |  |  |  |  |  |  |  |  |  |  |  |  |  |  |  |
|  |                           |  |  |  |  |  |  |  |  |  |  |  |  |  |  |  |
|  |                           |  |  |  |  |  |  |  |  |  |  |  |  |  |  |  |

## Біографія
Вихованням Марії Луїзи відала сестра її батька, вдова герцогиня Лонгвіль. Завдяки сприянню тітки перед дівчиною вимальовувалася блискуча партія — Гастон Орлеанський, брат короля Людовика XIII. Цей шлюб не входив у плани кардинала Рішельє, який, побоюючись втечі нареченого і нареченої з Парижа, ув'язнив її в Венсенському замку, а потім перевів до монастиря.
Згодом увесь королівський двір готував мадемуазель Невер у дружини фавориту короля, шевальє Сен-Мару, але владний кардинал вважав такий союз негідним. 1645 року інший в'язень Рішельє, Ян Казимир Ваза, відновив сватання до неї від імені свого брата Владислава Польського, який посварився з Габсбургами і мріяв про союз з урядом Мазаріні. У 1646 році Владислав одружився з французькою принцесою Марією Луїзою, яку в Польщі називали Людвікою Марією Ґонзаґа, дочкою Карла I Ґонзаґа. Слідуючи заповітам батька, вона підбивала чоловіка на війну з турками, але в цілому її вплив був обмежений питаннями культури та освіти.
Після смерті Владислава в 1648 році королем був обраний Ян Казимир. Марія погодилася стати його дружиною. На другого чоловіка, менш досвідченого в державних питаннях, вона мала великий вплив. Польські патріоти негативно відгукувалися про її управлінні державою. Рудавський порівняв її з «крихітним ефіопом, який осідлав слона». Не маючи власних дітей, вона мріяла бачити наступним королем чоловіка своєї племінниці, Анрі де Конде, герцога Енгієнського, або онука своєї виховательки, юного герцога Лонгвіля. Марія померла в 1667 році від сифілісу і була похована у Києво-Могилянські академії.

## Зображення

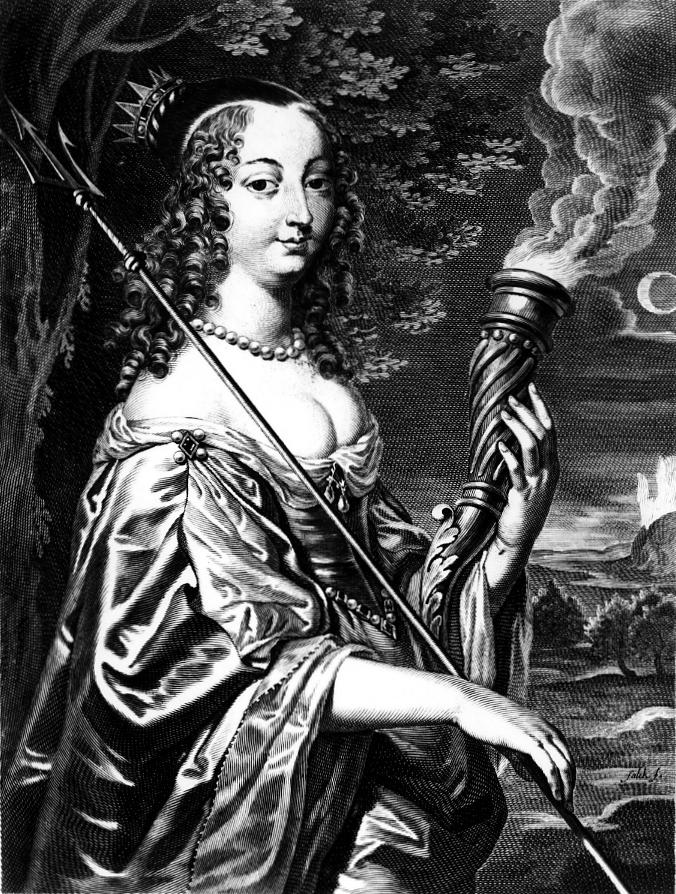
Марія Луіза Гонзага, Jeremiasz Falck 1647
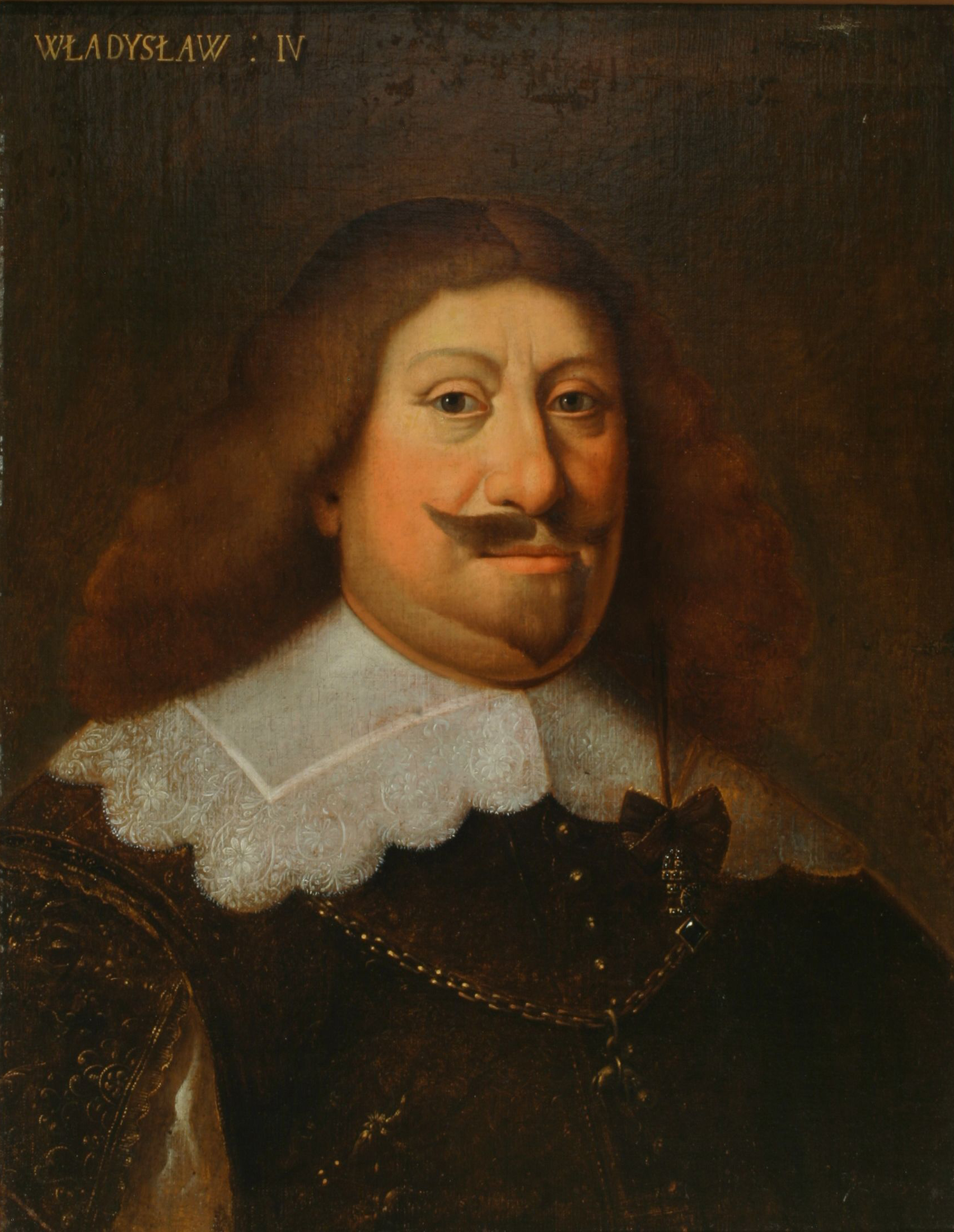
Владислав IV Ваза, невідомий худ. XVIII століття
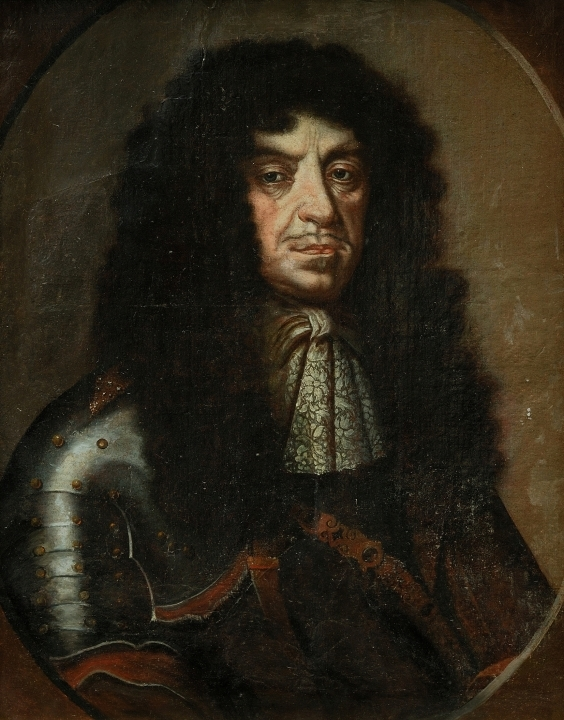
Ян II Казимир, невідомий худ. 1660-ті
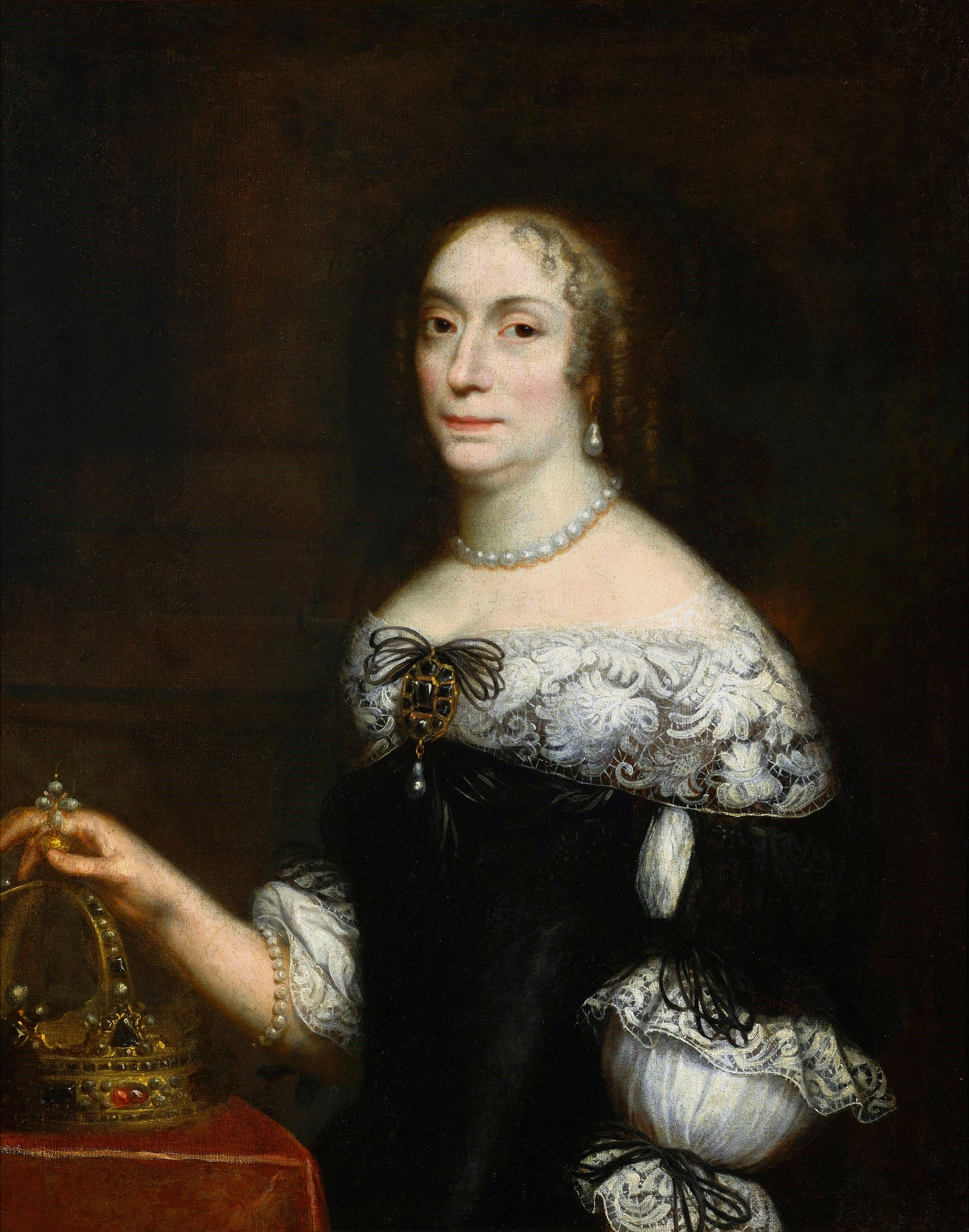
Марія Луіза Гонзага, Даніель Шульц 1667